# 407
Римська імперія розділена на дві частини. У Східній Римській імперії править Аркадій. У Західній — Гонорій при фактичній владі регента Стіліхона. У Китаї правління династії Цзінь. В Індії правління імперії Гуптів. У Японії триває період Ямато. У Персії править династія Сасанідів.
На території лісостепової України Черняхівська культура. У Північному Причорномор'ї готи й сармати. Історики VI століття згадують плем'я антів, що мешкало на території сучасної України приблизно з IV сторіччя. З'явилися гуни, підкорили остготів та аланів й приєднали їх до себе.

## Події
- У Британії після смерті узурпатора Марка імператором проголошує себе Граціан, а після його вбивства Костянтин III.
- Узурпатор Костянтин III забирає римські війська з Британії й переходить у Галлію. Це вважається кінцем Римської Британії.
- У Галлії, крім узурпатора Костянтина, розгулюють банди вандалів, свевів та аланів, що перейшли Рейн узимку.

## Померли
- Святий Іван Золотоустий